# Heavy metal
|  | Aquest article tracta sobre el gènere rock. Si cerqueu la pel·lícula del 1981, vegeu «Heavy Metal». |

El heavy metal (literalment en català «metall pesant» o «metall dur») –també anomenat metal o heavy– és un estil musical descendent del rock, molt menys influenciat pel blues que el hard rock, caracteritzat principalment per la contundència del seu so, generalment obtinguda amb l'ús de guitarres elèctriques amb alt grau de distorsió, veus molt extremes i bateries amb doble bombo o doble pedal, i baixos pronunciats i contundents. Es va crear a la fi de la dècada del 1960 i principi de la del 1970, al Regne Unit i als Estats Units.
Els primers grups de heavy metal com Led Zeppelin, Black Sabbath i Deep Purple van atraure grans audiències, malgrat que han tingut moltes crítiques, han rebut un estatus important dins la història del gènere. A mitjan anys 1970, Judas Priest va ajudar a deixar enrere la influència amb el blues; Motörhead va introduir una sensibilitat de punk rock i va incrementar l'èmfasi amb la velocitat. Grups de la New Wave of British Heavy Metal com Iron Maiden o Saxon van seguir la mateixa línia. Abans d'una dècada de metal, ja hi havia un seguiment a tot el món, conjuntament amb molts fans, metalheads o headbangers als països angloparlants i heavies aquí.
El terme heavy metal ha evolucionat des de la primeria, actualment refereix a dos conceptes diferents: com a gènere musical (també anomenat metal) i com a subestil tradicional.

## Característiques

### Etimologia
L'origen del terme «heavy metal» no és clar. Una versió defensa que va ser encunyat per l'escriptor William S. Burroughs, qui a la seva novel·la de 1961 The Soft Machine, inclou el personatge «Uranian Willy, the Heavy Metal Kid» (Uranian Willy, el noi heavy metal).
A la seva següent novel·la, de l'any 1964, anomenada Nova Express, desenvolupa encara més aquest concepte que converteix en una metàfora de les drogues addictives. Un altre dels aspectes destacables d'aquestes novel·les és l'ús freqüent del so com a agent alliberador de la vida programada i l'alienació causada per un món cada vegada més mecànic. Una altra teoria, possiblement apòcrifa, assenyala com a origen del terme un crític de rock que el 1967 va dir que la música de Jimi Hendrix era «like heavy metal falling from the sky» («com metall pesant caient des del cel»).
Humanoides Associats, una agrupació de creatius del món del còmic francès, van crear una sèrie de còmics de ciència-ficció, a la revista creada per a aquest propòsit, Métal Hurlant (metall cridant) en la versió nord-americana de la francesa Métal Hurlant editada després. La paraula heavy (traduït com seriós o profund de l'argot nord-americà) havia entrat en la contracultura algun temps abans, i les referències a la música heavy, normalment variacions més lentes i amplificades del pop normal, eren comuns. El 1968 apareix per primera vegada el terme heavy metal una cançó, en la frase «heavy metal thunder» de la cançó de Born to be Wild del grup Steppenwolf. Aquest mateix any Iron Butterfly publica el seu àlbum debut anomenat Heavy. Durant molt temps, la creació del terme va ser atribuïda al crític Lester Bangs de la revista Creem, que ho va utilitzar per a descriure una representació del grup MC5 de Detroit el 1968. Es considera que Lester Bangs va popularitzar el terme a principi dels 70 per a descriure grups com Led Zeppelin i Black Sabbath. No obstant això, el primer ús documentat del terme és del maig de 1971, en una crítica del disc Kingdom Come de Sir Lord Baltimore de la revista Creem a càrrec del redactor Mike Saunders.

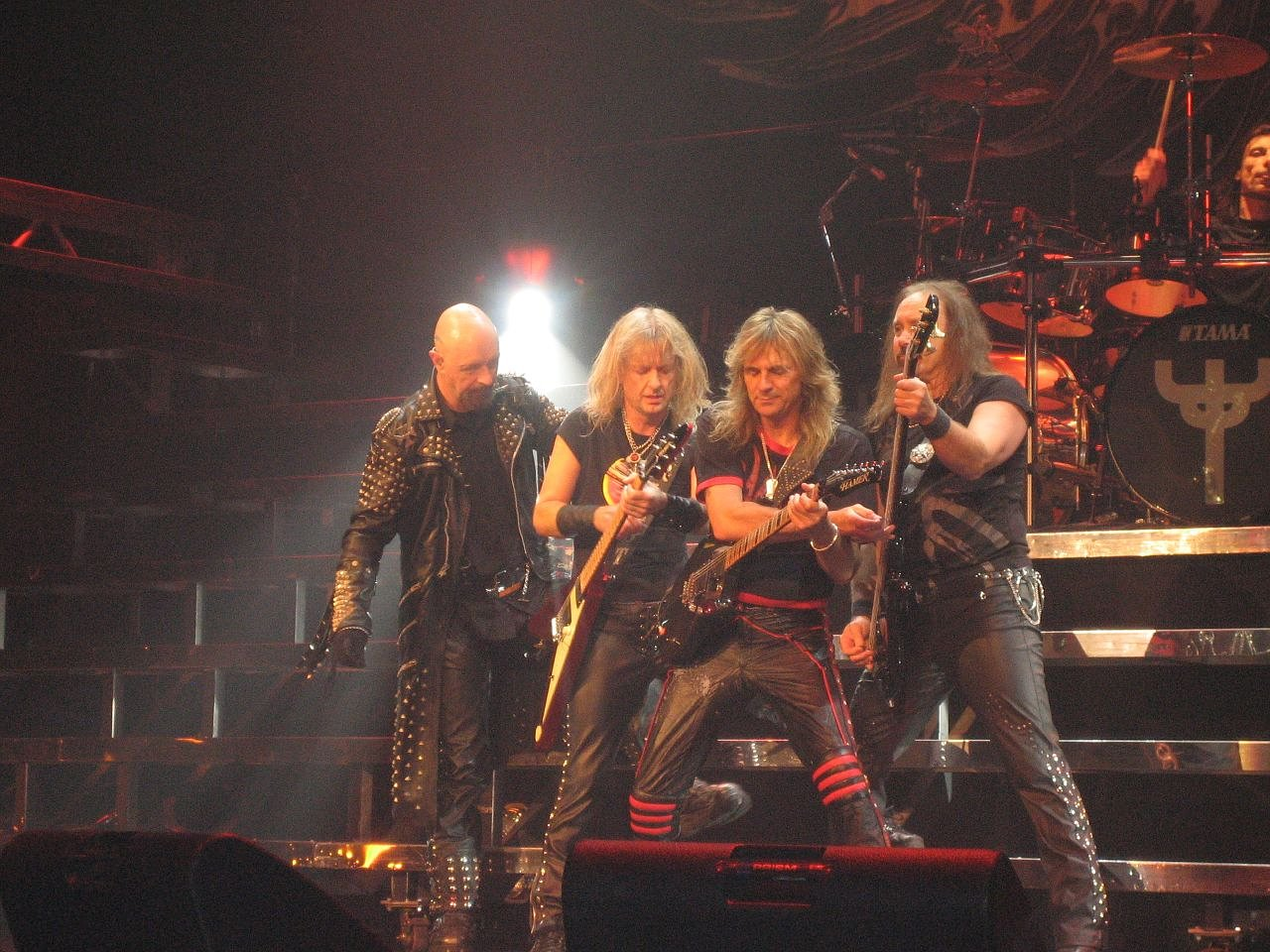
Judas Priest, en concert el 2005

Una altra teoria afirma que el 1969 el crític i periodista David Fricke de la revista especialitzada Circus va agrupar diferents formacions com Black Sabbath, Deep Purple i fins i tot Cream dintre del naixent moviment en què va batejar heavy metal a causa de la similitud amb el característic so, densitat i pesantesa que comportaven els temes de Humble Pie (agrupació liderada per Steve Marriott i Peter Frampton) i l'etèria i dura atmosfera experimentada en els seus concerts.
Durant el 1969, John Peel de la BBC va presentar oficialment Humble Pie com la primera formació heavy metal, no en fer referència a la seva música i so, sinó a la quantitat de volum utilitzat en la seva interpretació de talls clàssics de blues consagrats durant la dècada dels cinquanta. Com a dada addicional, el disc de Humble Pie Performance Rockin The Fillmore de 1971 va ser el primer àlbum editat a la contraportada del qual apareixia una petita etiqueta assenyalant-lo com a heavy metal, això als primers tiratges del LP que a causa de la durada va ser originalment llançat com àlbum doble.
Sandy Pearlman, productor, representant i compositor de la formació Blue Öyster Cult, assegura que ell va ser el primer a aplicar el terme heavy metal a la música rock durant la dècada dels 70. El 1971 va realitzar una crítica per a la revista americana Crawdaddy!, de l'àlbum The Notorious Byrd Brothers de The Byrds on qualificava com heavy metal la cançó «Artificial Energy».
Els termes heavy metal i hard rock han estat utilitzat moltes vegades com a sinònims, especialment al parlar de grups dels anys 70. Com el terme es va popularitzar és un assumpte que roman en la foscor. El mateix Ozzy Osbourne sol referir-se al gènere més com a rock and roll que com a heavy metal, de manera que probablement la NWOBHM hagi tingut alguna cosa a veure i una mica després, el 1988, Judas Priest grava una cançó anomenada Heavy Metal.

### Instrumentació
Els instruments característics d'aquest gènere musical són: bateria, preferiblement doble bombo, baix, una guitarra rítmica, una guitarra solista (en anglès lead guitar) (els primers grups solien usar tan només un guitarrista) i un cantant (el qual de vegades toca algun dels instruments anteriors); també s'inclou eventualment un teclat.
La forma de tocar la guitarra és molt important dintre del heavy metal. L'amplificació de les guitarres, així com l'ús d'efectes innovadors o el processament electrònic és usat freqüentment per a engrossir el so. El resultat, encara que simple, era en principi molt potent, el que en definitiva constituïa el seu objectiu.
Els solos de guitarra virtuosos, l'ús de power chords i, principalment, els riffs basats en progressions d'escala són una de les parts més importants del gènere. Es caracteritza per utilitzar compàs 4/4 i usar tècniques com tresets, sisets, palm mute, bends, hammer ons, pull offs i especialment tècniques com el tapping o el sweep-picking per a aconseguir una gran velocitat en tocar. Un exemple clar de virtuosisme a l'hora d'executar és el quintet Dream Theater o el virtuós Yngwie Malmsteen. De tant en tant sorgeix algun grup que repta les convencions quant a l'esquema de guitarra, baix i bateria; un exemple extrem és el quartet de Violoncels finlandès Apocalyptica, que va començar recreant cançons de Metallica, Sepultura i uns altres mantenint gran part dels elements harmònics i melòdics del heavy metal més fosc. Van Canto, d'Alemanya innova i fa peces de heavy metal (power metal) on recorre a la bateria i un complex ús harmònic de veus, sense baix, guitarres o teclats. Al seu disc A Storm to Come pot apreciar-se el maneig creatiu de les veus corals per a crear harmonies heavy metal incloent solos de guitarra.
A l'apartat vocal hi ha molta varietat, des de les veus netes, que poden anar en rangs mitjans fins a registres molt aguts, passant per les veus guturals (en anglès, growl). Al camp del black metal i el death metal s'usen veus distorsionades i guturals, el que dificulta la comprensió de les lletres. Això s'ha de la crua temàtica (com les de Cannibal Corpse), però hi ha moltes formacions de death i el black metal amb molt bones lletres emmascarades per l'estil de les veus. Kim Bendix Petersen, vocalista líder de les formacions Mercyful Fate i King Diamond, inspirat en els grups Judas Priest i Alice Cooper, bàsicament realitza obres conceptuals on utilitza un ampli rang vocal, personificant als protagonistes de les seves cançons, i assolint des de veus guturals, fins a tons molt aguts.
El grup nord-americà Grand Funk Railroad va ser un dels antics prototips de formació heavy metal (al costat de The Who i altres) que van pujar els nivells de volum durant els seus concerts. El volum de la seva música es considerava un factor important, independentment de la qualitat musical. Aquesta influència és normalment menyspreada i catalogada per molts com inútil, però la realitat és que ha estat molt important i encara domina la forma en què la gent veu aquest gènere de música. Motörhead i Manowar són exemples recents de grups que s'enorgulleixen de ser molt sorollosos. De fet, Manowar va entrar al 1984 el rècord Guinness com el grup més sorollós en directe, encara que posteriorment Guinness va retirar aquesta categoria.

### Temes i lletres
Abans de res, cal tenir en compte que la temàtica del heavy metal és molt variada i comprèn bàsicament qualsevol tipus de tema, tot i així, es pot destacar que té una tendència pel fosc i ombrívol, així com cal dir que la religió té un paper molt important, ja que sempre es fan èmfasis als temes espirituals i relacionats amb la mort, Déu (o la seva falta), ja sigui recolzant, criticant o simplement referint-se al tema d'una manera reflexiva.
Mentre els components del so van ser influïts pel blues i el rock primitiu, el component visual que fa la mística del gènere es troba més prop de la fantasia de la cultura pop. Cert corrent dintre del heavy metal es va manifestar com reacció a la «pau i l'amor» de la cultura hippie dels seixanta i es va desenvolupar com una contracultura que tendia a desbancar el final feliç del pop combinat amb la visió de les coses que no sempre funcionen en aquest món. Encara que els fans de l'estil defensen que el tema de la foscor no és el missatge de la música, el gènere ha estat repetidament acusat per enaltir els aspectes més negatius de la vida. Així, no són aliens a aquest corrent temes com la guerra, l'aniquilació nuclear, els assumptes ambientals o la propaganda religiosa o política. La cançó War Pigs de Black Sabbath o Thank God for the Bomb d'Ozzy Osbourne en són clars exemples. No obstant això, aquests comentaris perden sovint la seva eficàcia lírica a causa de l'abús de dicotomies com el contrast entre llum i foscor, esperança i desesperació, el bé i el mal o el nosaltres i ells, que li resten profunditat al planteig quan l'assumpte requereix una descomposició en grisos.
Un altre corrent, emanat principalment de la tradició del blues, heavy rock i hard rock dels setanta, dona preponderància als assumptes de caràcter sexual, romàntic o amorós. En algun sentit, algú pot argumentar que aquest corrent en els vuitanta va representar el final lògic o culminació del glam rock o glitter rock britànic dels setanta. No obstant això, malgrat certes coincidències en matèria visual i estètica (maquillatge, vestits fantasiosos, extravagància escènica), les formacions nord-americanes dels vuitanta estaven majorment influïdes per la tradició d'Alice Cooper, KISS o Aerosmith i molt poc per l'ambigüitat sexual que proposava el glitter rock anglès. Per això, és molt relatiu parlar de glam metal en els vuitanta llevat que el terme s'apliqui a formacions molt concretes com Poison, Faster Pussycat o Pretty Boy Floyd, que posaven èmfasis en el glamour escènic encara que ni tan sols feien de l'ambigüitat de la seva imatge personal una bandera, com si era el cas de David Bowie, Gary Glitter i altres abalides del glam dels setanta.
En un tercer grup temàtic important, estan els assumptes de fantasia èpica o gòtica, relats de ficció o de colorit històric, mitologies exòtiques, etc. El heavy metal és fèrtil en aquest tipus de matèria fantàstica, que ja està present en les lletres de Black Sabbath o Led Zeppelin, i amb el pas del temps el panorama s'ha enriquit i diversificat. Hi ha grups com Manowar, que la seva lírica sol abordar la filosofia de l'orgull propi pel gènere, la potència, l'agressivitat i el poder, exemplificant aquestes idees amb un imaginari de batalles i guerrers inclaudicables. Uns altres com Rhapsody Of Fire abunden en històries de castells, espases i dracs. Certes formacions s'han identificat tan estretament amb una temàtica determinada que fins i tot han adoptat abillaments al·lusius; és el cas de Running Wild amb la seva escenografia pirata, o Enslaved amb els vikings. L'horror gòtic té el seu correlat en les formacions de black metal que utilitzen variacions del maquillatge espectral que va inspirar King Diamond des dels seus començaments amb Mercyful Fate i en les llegendes de fantasmes i vampirs que vigilen per tota la fosca franja que corre entre Type O Negative i Theatre of Tragedy i més enllà.
També hi ha formacions del que es coneix com a NSBM (Nacional Socialista Black Metal) encara que la majoria s'enfoca en el que és la supremacia blanca (sobretot a Europa), alguns ho prenen més bé com antijudaisme i critica per a aquesta religió, negació de l'holocaust i dintre d'aquestes formacions, algunes prediquen la destrucció total de la humanitat.
És necessari concloure que pràcticament no hi ha tema de ficció o fantasia que el heavy metal no hagi tocat encara que tots saben que l'essència temàtica d'aquesta subcultura, neix com una protesta a l'aïllament i exclusió social que van patir els freqüentment anomenats outcasts (marginat) i friquis escolars o uns altres especialment durant els anys d'adolescència i l'inici de l'adultesa.
També cal prendre en compte el gènere, per exemple, moltes de les temàtiques del black metal, parlen de satansime, blasfèmies, suïcidi, mort, desesperació, etc. i podem trobar-hi molts exemples. En aquest cas l'important és analitzar cadascun dels subgèneres, per identificar l'estil particular d'aquests, principalment singles, ja que serveixen com estendard de la formació en qüestió.

### Influència de la música clàssica
La influència de la música clàssica en el heavy metal és notòria. Des d'un començament, Black Sabbath va utilitzar escales clàssiques, i molt abans que ells, ja s'havien fet experiències de fusió entre el rock i el blues amb música clàssica. Es considera una fita fonamental l'enregistrament de Deep Purple el 1969 amb l'Orquestra Filharmònica de Londres del Concerto For Group And Orchestra. Més tard, Ritchie Blackmore, guitarrista de Deep Purple va continuar ampliant les influències amb Rainbow. Partint d'aquestes referències, en els vuitanta va ser el suec Yngwie Malmsteen, amb el seu Rising Force, que va donar naixement a un nou estil de tocar la guitarra (Shred Metal) netament orientat al clàssic, però amanit amb altes dosis de velocitat i virtuosisme, al qual aviat es van sumar altres guitarristes (Tony MacAlpine, Vinnie Moore, Greg Howe, Jason Becker, Marty Friedman, Paul Gilbert, etc.) que van produir nombrosos àlbums instrumentals. Ulrich Roth, guitarrista de Scorpions, va gravar dos discs amb la seva formació Electric Sun profundament inspirats en la música clàssica que van influir notablement Yngwie Malmsteen. Va ser pioner a practicar un estil de fusió clàssica-metal en el qual prevalgués la part clàssica. També el guitarrista d'Accept Wolf Hoffmann introdueix tonades clàssiques en cançons com «Metal heart» o «Sodom & Gomorra». Durant els anys 90, grups com Haggard i especialment Therion van assolir reconeixement desenvolupant una fusió plena de música clàssica i elements del heavy metal, el death melòdic i el power metal. A la darreria dels 90, grups com Kiss, Scorpions i Metalica van gravar versions orquestrades de llur cançons més conegudes, aquest últim va gravar, per exemple, una versió de «Nothing else Matters» amb l'Orquestra Simfònica de Londres, acompanyats de músics clàssics, encara que ja a finals dels 80, X Japan (clarament orientats a l'estètica del glam rock americà dels 80) va fer el mateix.

### Estètica

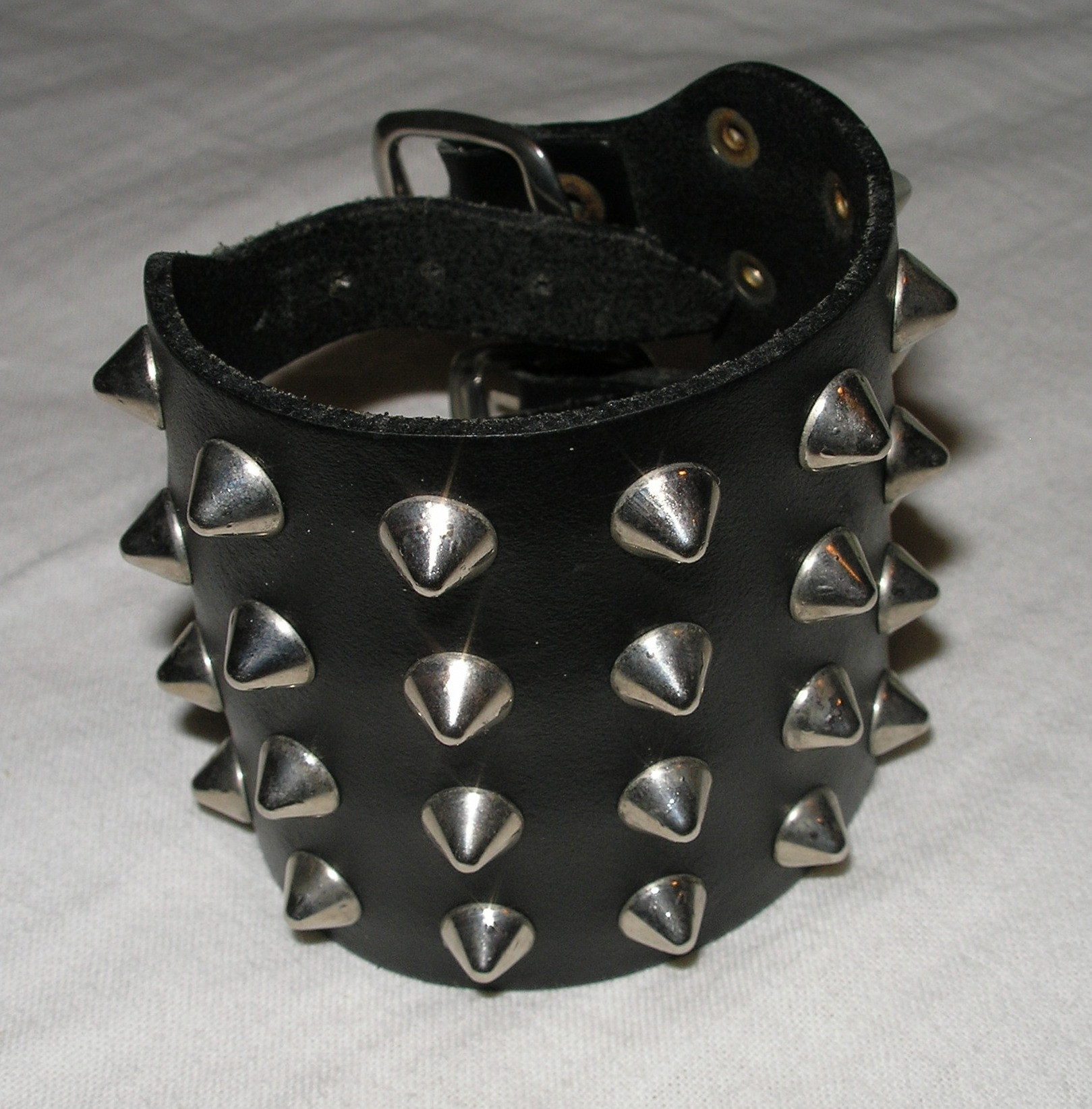
Polsera amb claus

Si bé cada formació és única, es poden trobar aspectes comuns entre les formacions de heavy metal. La indumentària per excel·lència del heavy metal consisteix en pantalons de cuir ajustats o jeans elàstics de cigarreta (o malles), jaqueta de cuir, indumentària de color negre, botes esportives o militars i cabell llarg. Va ser probablement el grup Judas Priest que va establir l'estereotip de vestimenta dels grups «metal·lers» al popularitzar-se entre els fans d'aquest grup el costum de vestir amb aquest estil. Paradoxalment, Rob Halford, vocalista de Judas Priest que volia mostrar obertament la seva tendència homosexual, recorre en escena a la indumentària dels Leather Knights, un estil estètic homosexual que projecta en l'ús de roba de cuir tatxonada, una tendència sadomasoquista, la resposta del seu abillament va assolir un alt impacte contrari, va projectar per als fans i les formacions una imatge més viril i agressiva, que va anar ràpidament replicada per molts i que encara avui funciona. El color negre hi és la nota predominant i l'ús de bijuteria, principalment de color plata, està també bastant estès, a més dels cinturons de bales donant així una estètica encara més agressiva.
Certs subgèneres tenen una estètica comuna. Dintre del black metal, és notable les polseres amb claus de fins a 20 cm de llarg, els alambres de pues en les robes a més de les pintures corporals blanques i negres de patrons simples amb els quals solen pintar-se la cara els artistes d'aquest gènere per als concerts i sessions fotogràfiques oficials, preses del cantant de Mayhem Dead, el qual es pintava de blanc per a semblar un mort.
Un altre punt important són els logotips. Aquests solen ser molt característics, i en casos particulars, tenen un denominador comú, com ocorre amb les formacions de black metal, que solen incloure creus invertides o pentacles (pentagrames) en els seus logotips, mentre que les lletres del nom de la formació solen estar escrites amb traços poc ferms o totalment enrevessats, representant d'aquesta manera la seva «malignitat», encara que el logotip resulta així moltes vegades inintel·ligible.
La vestimenta preferida dels fans sol ser pantalons elàstics o de cuir, polseres amb claus i una samarreta negra amb la portada d'un disc d'un grup. Aquest fet fa que les portades dels àlbums siguin especialment importants. Les portades de grups black metal solen ser més fosques i en el death metal més sagnants. En el cas dels grups de power metal, les portades solen ser molt caolorides, amb guerrers o criatures fantàstiques lluitant o bé mostrant escuts d'armes o símbols d'aparença antiga, donant una gran sensació de poder.

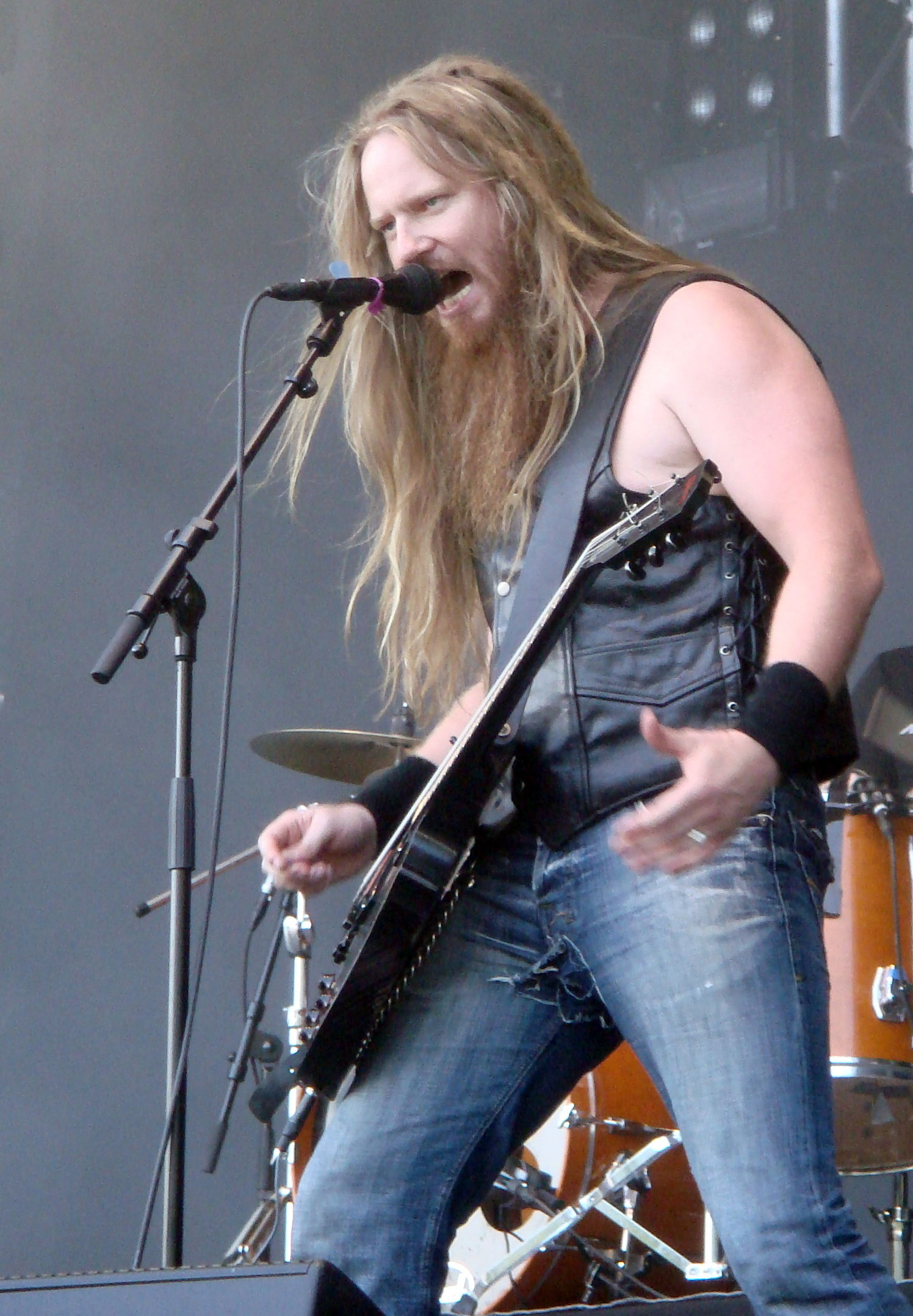
Cantant de heavy metal

La roba associada té les seves arrels en els motoristes i subcultures rockeres. La vestimenta del heavy metal inclou elements tals com jaquetes de cuir, jaquetes vaqueres; sabatilles de bàsquet altes (més comunes en thrash metal de la vella escola), botes de motociclista, botes d'obrer o botes militars, jeans blaves o negres, jaquetes de tela o armilles sovint adornades amb insígnies, botons i pegats, també s'utilitzen tatxes (formes de metall enganxats des de polseres fins a en les jaquetes, pantalons, etc.). Com amb els motoristes, hi ha una fascinació peculiar amb imatges germàniques, tals com la creu de ferro.
Certs aspectes de la imatge es poden acreditar a qualsevol grup, però la formació que ha rebut la majoria del crèdit per revolucionar l'aparença és Judas Priest, sobretot el seu cantant, Rob Halford, que va incorporar una aparença de motorista al seu personatge de l'etapa des de 1978, per a coincidir amb la promoció de l'àlbum Hell Bent For Leather, llançat el mateix any on apareixia en una motocicleta. Aviat la resta de la formació va seguir amb aquesta aparença.
No gaire després altres formacions van començar a tenir l'aparença. El cantant original Paul Di'Anno d'Iron Maiden va començar a usar les jaquetes de cuir i polseres clavetejades, Motörhead va usar amb freqüència les cananes. L'aparença original del hippie amb les camises de satén i els pantalons de bellbottom havia canviat; la contribució Halford era la manifestació veritable de la música i es va convertir en tradició per als metal·lers al voltant del món. Aquesta aparença era popular sobretot entre els seguidors de la NWOBHM al començament dels anys 80 i va afavorir un renaixement per al metall en aquesta era.
La cabellera o absència d'aquesta és indicador de l'estil estètic, una cabellera llarga transmet poder i sacsejar-la, expressa energia (res nou en el rock, ja als 1950, els fanàtics joves seguidors de Buddy Holly per exemple sacsejaven obscenament els seus caps com reacció a la velocitat de la música i no tenir un ball com referent per a seguir el ritme), en absència de cabellera, el cap rapat i de vegades tatuada expressa el mateix poder, inclusivament, barbes o patilles prominents.

### Actitud

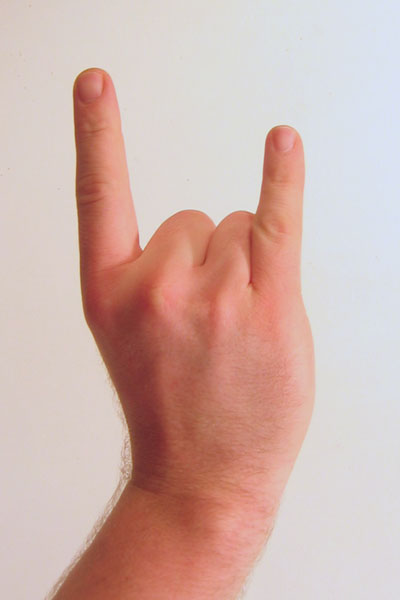
La mà cornuta

Més enllà del fet artístic o musical el heavy metal en molts aspectes representa per als seus seguidors (metal·lers) una forma de vida o com poc una actitud.
Dita actitud es reflecteix a més d'en la vestimenta en un argot on impera molt vocabulari musical i tècnic sobre els instruments típics d'una formació de heavy metal, qualitat sonora, etc.
Dintre d'aquest argot podríem afegir un increïble elenc de gestos, postures i simbologia (llenguatge no verbal) com pot ser el distintiu símbol de la mà cornuda: dits índex i meniscs estirats, recollint els dits cor, polgar i anular. Dit gest sembla que va ser estès per Ronnie James Dio durant la seva època amb Black Sabbath, que va copiar el gest que utilitzava la seva àvia per a fer fora els mals esperits. Gene Simmons, baixista i vocalista de Kiss, també s'atribueix el ser el primer a fer el gest durant un concert.

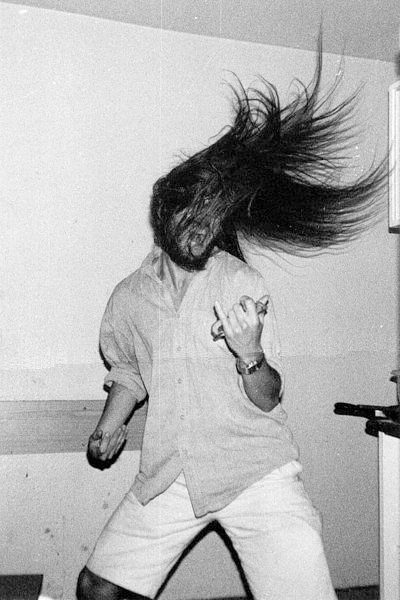
"HeadBanger"

Una altra sèrie de patrons gestuals poden ser sacsejar el cap (independentment de la longitud del cabell) al ritme de la música. Dit gest ha produït el terme headbanger (moure el cap), in aficionat sacsejant el cap en primera línia d'un concert. Alice Cooper defineix el headbanger com un místic que s'autoindueix un estat de tràngol excitat. Un altre tipus de gestos apareixen de la mà de la música. Encara que poc ballable, la música heavy metal comporta una sèrie de moviments que donen lloc a un rudimentari tipus de ball conegut com a slam. El gest el més comú és fer que es toca un instrument (típicament la guitarra) en un gest que s'ha donat a anomenar Air Guitar, a partir d'una idea vista com a ridícula que apareix al vídeo Breaking the Law de Judas Priest, on un guàrdia de seguretat interpreta el solo de guitarra amb una guitarra de cartró.
Lluny ha quedat la imatge de seguidor del heavy metal en països com Espanya a principi dels anys 1980 com una persona drogodependent, marginal, perillosa i xulesca.
El seguidor de heavy metal té l'actitud íntima d'una persona amb un gran sentiment de companyerisme i de pertinença a un grup social que viu per i per a la música metal. Gran coneixedor dels detalls teòrics i tècnics que defineixen el so característic dels seus grups favorits tant a nivell musical-instrumental, com vocal i fins i tot de posada en escena, hereta actituds de dècades passades com l'ecologisme i la llibertat romàntica, en alguns cas l'afició a les motocicletes i és entusiasta de les reunions multitudinàries amb els seus semblants en concerts i festivals (que poden ser a l'aire lliure en contacte amb la naturalesa).
El heavy metal realment produeix una commoció íntima al veritable seguidor d'aquest tipus de música. En un concert de heavy metal s'explota aquest sentiment fins a la catàrsis. És conegut que molts grups d'altres gèneres de música moderna tendeixen a endurir les seves "performances" com un fidel reflex del que el heavy aconsegueix en directe. Recolzant el contundent so propi del gènere tenim una gran varietat d'efectes visuals que van des de la luminotècnia passant per desfilis de motocicletes en l'escenari.
Molts elements propis i aliens al heavy metal apareixen envoltats d'un halo de violència a ulls del profà. K. K. Downing, guitarrista de Judas Priest, lloa positivament l'energia i dinàmica que acomiada el metal com a teràpia revitalitzant per als joves. Els concerts de heavy metal són en la seva majoria, segons molts, espectacles inoblidables on es demostra tota l'energia i actitud intèrpret-espectadors.

## Història

### Antecedents (a mitjans dels anys 60)
La música blues nord-americana va tenir una gran influència en els primers grups de rock britànics. Grups com The Rolling Stones i The Yardbirds van gravar versions de moltes cançons clàssiques de blues, utilitzant guitarres elèctriques on moltes de les originals utilitzaven acústiques i a més de vegades pujaven el tempo (adaptacions similars del blues i d'altres gèneres afroamericans de música van formar la base del primer rock and roll, de manera especial el d'Elvis Presley).
Com a conseqüència d'aquest experiment musical, les formacions britàniques basades en el blues van desenvolupar el que es va convertir en el segell de heavy metal: essencialment un gènere de guitarres distorsionades i sons alts, construïts al voltant de poderosos acords The Kinks van tenir un important paper en popularitzar aquest nou so amb el seu èxit You Really Got Me el 1964. Una altra contribució significativa va ser l'emergent so distorsionat de guitarres que facilitava la nova generació d'amplificadors amb el qual van experimentar guitarristes com Dave Davies (The Kinks), Pete Townshend (The Who) i Jeff Beck. Influències anteriors inclouen a Vanilla Fudge, que feien cançons pop "psicodelitzades" i més lentes, igual que els primers hard-rockers britànics com The Who i el primerenc Fleetwood Mac, que van preparar el camí per al heavy introduint estils de percussió més agressius en el rock.
Els estils de bateria del blues-rock, basats en bateries petites i simples, van ser substituïts per una tècnica més complexa i sonora per a poder equiparar-se amb el volum de les guitarres amplificades. De manera similar, els vocalistes van modificar la seva tècnica i van incrementar la seva dependència amb l'amplificació, sovint aconseguint veus més estilitzades i dramàtiques. Simultàniament, els avanços en la tecnologia d'amplificació i d'enregistrament van permetre capturar la duresa d'aquest so en un enregistrament.
La combinació del blues-rock amb el rock psicodèlic va formar gran part de la base original del heavy metal. Un dels grups més importants per fusionar aquests gèneres va ser Cream, que van exemplificar el concepte de power trio (baix, guitarra i bateria) que es convertirà en habitual dintre del heavy metal. Els seus dos primers LP, Fresh Cream (1966) i Disraeli Gears (1967) són vists com a prototips essencials del futur gènere. El disc debut de The Jimi Hendrix Experience, Are You Experienced (1967) també va tenir gran influència. El virtuosisme tècnic d'en Hendrix, que havia desenvolupat la guitarra de blues rock amplificada, ha estat emulat per molts guitarristes i la cançó amb més èxit de l'àlbum, Purple Haze, és identificada per alguns com el primer hit del heavy metal. Alguns també citen a l'àlbum Sgt. Pepper's Lonely Hearts Club Band (1967) de The Beatles com una influència remarcable, ja que en aquest disc van incrementar la distorsió de les guitarres i van usar arranjaments més durs.

### Orígens (finals dels 60 i principis dels 70)
El 1968, el so que acabarà coneixent-se com a heavy metal comença a gestar-se. Al gener, el grup de San Francisco Blue Cheer publica una versió del clàssic Summertime Blues d'Eddie Cochran, que molts consideren el primer enregistrament de veritable heavy metal. El seu àlbum Vincebus Eruptum asseuria les bases del heavy metal, el garage rock i el punk. Aquest mateix mes, Steppenwolf publica el seu homònim àlbum debut, que inclou la cançó Born to Be Wild. Al juliol, surten altres dos mítics enregistraments: Think About It de The Yardbirds, amb la col·laboració del guitarrista Jimmy Page, i In-A-Gadda-Da-Vida d'Iron Butterfly, amb la cançó de 17 minuts que dona títol a l'àlbum. A l'agost The Beatles llancen Revolution i situen en els primers llocs de les llista de vendes el nou so de guitarres distorsionades. Aquest mateix mes, Jeff Beck publica el seu disc debut, Truth, considerat, especialment per alguns fans del blues britànic, com el primer àlbum de heavy metal. A l'octubre, la nova formació de Jimmy Page, Led Zeppelin debuta en directe. Al novembre, Love Sculpture, amb el guitarrista Dave Edmunds, treu Blues Helping, amb una agressiva versió de Sabre Dance de Khatxaturian. També al novembre, The Beatles treuen l'anomenat disc blanc, que conté la cançó Helter Skelter, la qual va posar uns nous estàndards en distorsió i agressió en un disc de pop.
El gener de 1969, Led Zeppelin treu a la venda el seu àlbum debut i aconsegueix el lloc número deu en la llista d'èxits de la revista Billboard. Al juliol, Led Zeppelin juntament amb Grand Funk Railroad toquen a l'Atlanta Pop Festival. A l'agost, Mountain toquen en el Festival de Woodstock A la tardor, el disc Led Zeppelin II de Led Zeppelin aconsegueix el lloc número 1 en la llista Billboard i el single Whole Lotta Love el número quatre. Led Zeppelin va definir aspectes centrals de l'emergent gènere, amb l'altament distorsionada guitarra d'en Page i la veu dramàtica i aguda de Robert Plant. Era el començament de la revolució del heavy metal.
Deep Purple fluctuava entre diferents estils en els seus primers anys, musicalment sense saber estava entre hard rock i el heavy rock. El 1969 el vocalista Ian Gillan i el guitarrista Ritchie Blackmore van dirigir el so del grup, desenvolupant un estil que passaria a denominar-se com gènere heavy metal.
La publicació dels àlbums Black Sabbath i Paranoid de Black Sabbath i el Deep Purple in Rock de Deep Purple van ser crucials per a acabar de definir la música heavy metal. Black Sabbath, liderat per Ozzy Osbourne és considerada avui dia com un dels pioners del heavy metal per tenir una forma més agressiva i fosca en aquells temps. En part, Black Sabbath deu el desenvolupament del seu so heavy particular a un accident laboral del guitarrista Tony Iommi sofert abans de la fundació del grup. Una de les màquines d'una fàbrica de metall li va rabanar la punta dels dits de la seva mà dreta. Incapaç de tocar de manera normal, Iommi va haver d'ajustar la seva guitarra més baixa per a poder tocar més fàcilment i confiar a fer els acords amb la seu relativament senzilla digitació.
El 1970 altres tres grups britànics debuten amb un so heavy metal: Uriah Heep amb Very 'eavy... Very 'umble, UFO amb UFO 1 i Black Widow amb Sacrifice. Les lletres ocultes i la imatge utilitzada per Black Sabbath, Uriah Heep i Black Widow van resultar particularment influents. Led Zeppelin també va començar a utilitzar aquests element en el seu quart àlbum, publicat el 1971. Wishbone Ash, encara que no sol identificar-se com a metal, va introduir l'ús de dues guitarres, solista i rítmica, que van adoptar molts grups heavy de la següent generació. El grup progressiu King Crimson en la seva formació de 1973-1974 eren considerats també com a heavy metal, sobretot amb Red de 1974 (Encara que a Anglaterra eren considerats Avant-Garde).
A Amèrica, el grup que establia tendències era Grand Funk Railroad i V8 a l'Amèrica del Sud "el grup americà de heavy metal amb més èxit comercial des de 1970 fins a la seva separació el 1976, que va establir la fórmula de l'èxit dels 70: gires constants. Altres grups identificats amb el heavy metal neixen als Estats Units, com Dust (primer LP el 1971), Blue Öyster Cult (1972) i Kiss (1974). A l'Alemanya, Scorpions debuten amb Lonesome Crow el 1972. A Austràlia, AC/DC treu el seu primer disc, High Voltage (1975).
El 1974, el grup britànic Judas Priest debuta amb Rocka Rolla. Encara que Judas Priest no entra la llista dels 40 àlbums més venuts als Estats Units fins al 1980, per a molts va ser el grup de heavy metal definitiu post-Sabbath. Les seves dues guitarres, els seus tempos veloços i el seu so metàl·lic, totalment allunyat del blues, ha estat una de les principals influències en grups posteriors. Amb el so de Judas Priest el terme "heavy metal" es desprèn de l'arrel progressiva, hippie, psicodèlica i del rock dens que tenia fins llavors.
En l'any 1974, el grup britànic Queen grava Stone Cold Crazy, una cançó amb un riff molt pesant en conjunt amb una bateria també molt violenta. Aquesta cançó ha estat declarada moltes vegades com una gran influència, especialment entre els grups de thrash metal com Megadeth i Metallica. Fins i tot, aquest últim grup va arribar a gravar una versió, i el seu vocalista James Hetfield la va interpretar amb Queen i Tony Iommi (de Black Sabbath) en el Concert d'Homenatge a Freddie Mercury. L'any 1975 Queen grava Bohemian Rhapsody, el seu single amb més èxit, i el qual consta de tres parts, sent part d'ells un metal molt agressiu. Tenia tant d'èxit, que el grup Iron Maiden va gravar una versió conjuntament amb la simfònica de Liverpool.
Mentre el heavy metal creixia en popularitat, molts crítics no veien amb bons ulls aquest nou gènere musical. Es feien objeccions respecte a l'espectacle visual adoptat pel heavy metal i a altres paranys d'origen comercial, però les principals crítiques se centraven sobre la música i les lletres. En una crítica d'un disc de Black Sabbath a principis dels 70, el reporter Robert Christgau descriu el disc com "avorrit i decadent... explotació ximple i amoral".

### El metal de finals dels 70 i anys 80

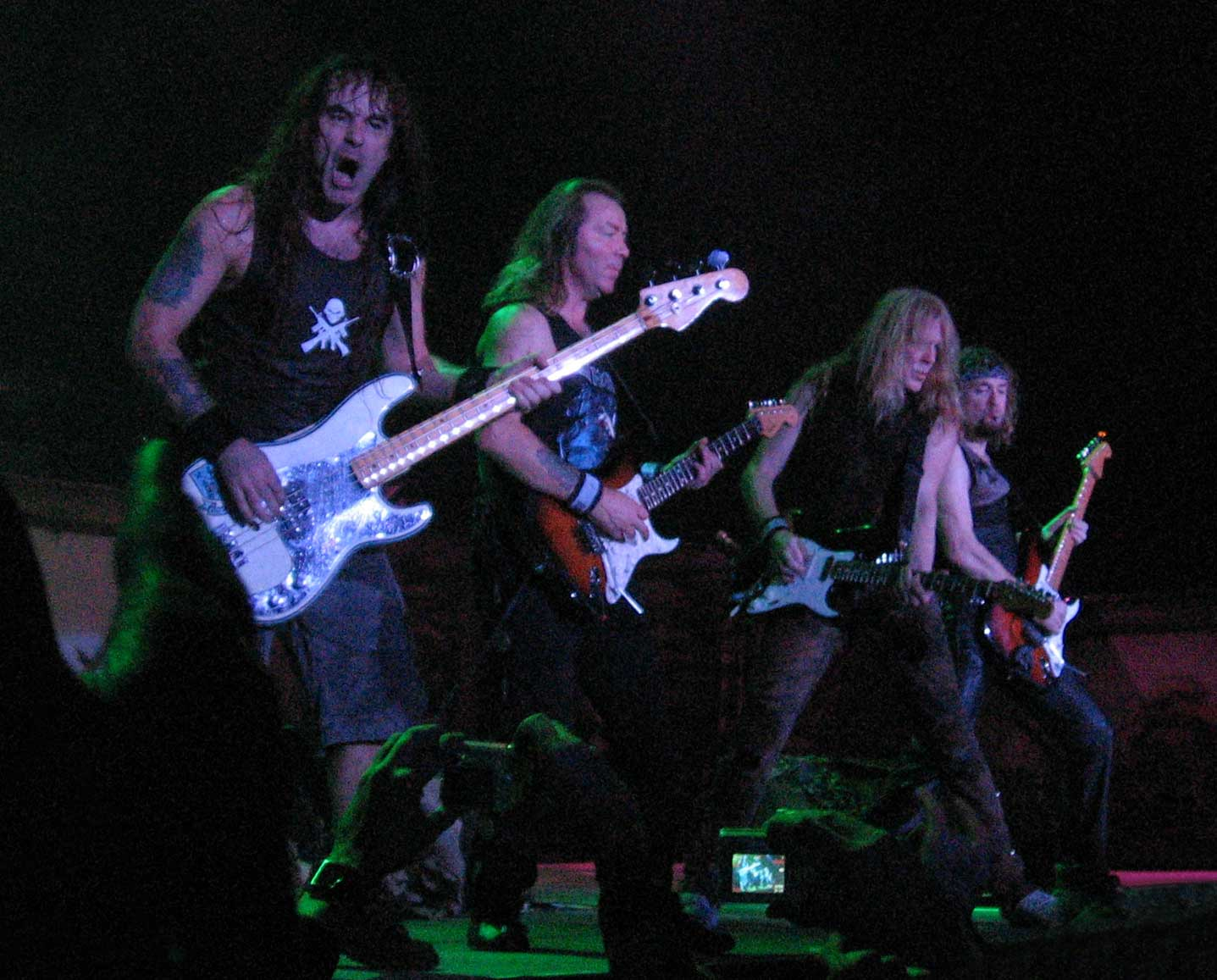
Iron Maiden és un dels grups cabdals de la New Wave of British Heavy Metal.

El punk rock neix a mitjans dels anys 70 tant com reacció contra les condicions socials i a l'excés de música rock, inclòs el heavy metal, de l'època. Les vendes de discos de heavy metal cauen bruscament a finals dels 70, a favor del punk, la música de discoteca i el rock més comercial. Mentre la major part de les discogràfiques es fixen en el punk, molts nous grups de heavy metal britànics publiquen els seus discos de manera independent, per a audiències petites i fidels. Revistes britàniques com NME i Sounds comencen a parlar d'aquest nou moviment. Geoff Barton, redactor de Sounds, bateja aquest moviment com "New Wave of British Heavy Metal" (en català nova onada de heavy metal britànic) o NWOBHM. La NWOBHM inclou a grups com Iron Maiden, Venom i/o Motörhead que revitalitzen el gènere heavy metal. Seguint les petjades de Judas Priest, endureixen el seu so, redueixen els elements blues i utilitzen temps més ràpids.
El 1980, la NWOBHM entra en les llistes comercials, quan àlbums d'Iron Maiden i Motörhead aconsegueixen el top 10 britànic. El 1981, Motörhead es converteix en el primer grup d'aquest moviment a aconseguir el nombre de les llista britàniques amb No Sleep 'til Hammersmith. Posteriorment, el 1982 Iron Maiden aconsegueix aquesta posició amb l'àlbum "The Number of the Beast". Altres agrupacions, com Diamond Head o Venom, encara que aconsegueixen menys èxit, tindran una significativa influència en el desenvolupament del heavy metal.
Amb el despertar de la New Wave of British Heavy Metal, el heavy metal va veure incrementada la seva popularitat a principi dels anys 80. Molts artistes es van veure beneficiats de la cobertura donada per la MTV, que va iniciar la seva marxa el 1981 i on l'emissió de vídeo-clips disparaven les vendes dels grups. Els vídeo-clips per al disc Pyromania converteixen a Def Leppard en superestrelles als Estats Units i Quiet Riot es converteixen en la primera formació nord-americana de heavy metal que aconsegueix el número 1 en la llista Billboard amb el seu disc Metal Health (1983).
La primera generació de grups heavies estaven cedint el primer pla. Deep Purple se separen poc després de la partida de Ritchie Blackmore el 1975 i Led Zeppelin es retiren el 1980 després de la mort de John Bonham. En els concerts, Black Sabbath tenia com a teloner al grup de Los Angeles Van Halen. Eddie Van Halen es consolida com un dels principals guitarristes virtuosos (el seu solo en la cançó Eruption, de l'àlbum Van Halen es considera una fita). Randy Rhoads i Yngwie J. Malmsteen també es converteixen en famosos guitarristes, associats a un gènere conegut com a metal neoclàssic.
Inspirats per l'èxit de Van Halen, una escena glam comença a créixer en el sud de Califòrnia, especialment a Los Angeles, durant la fi dels 70. Basada al voltant dels clubs de Sunset Strip, grups com Quiet Riot, Ratt, Mötley Crüe i W.A.S.P. van ser influïts pel heavy metal tradicional de principis dels 70 i van incorporar la posada en escena (i a vegades el maquillatge) del glam rock de grups com Alice Cooper i KISS. Aquests grups de glam metall (al costat d'altres similars com els novaiorquesos Twisted Sister) es van obrir buit en l'escena heavy en particular i en la música rock en general. A Espanya, van destacar grups de glam metal com Niágara, Sangre Azul o Bella Bestia. Els artistes de glam metal no es vestien amb la indumentària clàssica de l'artista de heavy metal, sinó que tenien algunes diferències: pantalons de cuir ajustats, jaqueta de cuir, indumentària de color negre i pèl llarg, duien el pèl llarg, arrissat fins a l'extravagància i l'ús de maquillatge era freqüent, incloent llavis pintats.
Un dels esdeveniments que va fer créixer la popularitat del heavy metal va ser el US Festival de 1983 a Califòrnia, on en el "dia del heavy metal", amb actuacions d'Ozzy Osbourne, Van Halen, Scorpions, Mötley Crüe i Judas Priest entre d'altres, es van aconseguir les millors audiències dels tres dies que va durar l'esdeveniment. Entre 1983 i 1984, el heavy metal representava entre el 8 i el 20 per cent de les vendes de tots els discos venuts als EUA Moltes revistes professionals dedicades a aquest gènere van néixer en aquesta època, incloent a Kerrang! (el 1981) i Metal Hammer (el 1984). El 1985, la revista Billboard va declarar: "El metal ha augmentat la seva audiència base. La música metal ja no és domini exclusiu de nois adolescents. L'audiència de metal s'ha fet major (edat universitària), més jove (pre-adolescents) i més femenina.
A mitjans dels 80, el glam metal dominava les llista de vendes dels EUA, la música en televisió i el circuit de concert. Nous grups com Poison, Cinderella o Bon Jovi atreien cada vegada més gent, mentre que Mötley Crüe i Ratt mantenien els seus èxits. El 1987, la MTV presenta el programa Headbanger's Ball, dedicat exclusivament a vídeos de grups Glam Metal. No obstant això, entre el públic de música heavy comencen a sorgir faccions, amb seguidors d'un metal més underground i so més extrem que menyspreaven el heavy més popular qualificant-ho despectivament com a "light metal" o "hair metal". Per a aquests seguidors, el glam metal no pot considerar-se com a "heavy metal", a causa que la seva estructura musical no està basada en aquest gènere.
Una de les formacions que va unificar públics diversos va ser Guns N' Roses. Amb la publicació de Appetite for Destruction (1987), "van recarregar i van sostenir gairebé sense ajuda el decadent sistema de Sunset Strip per molts anys". El 1988, Jane's Addiction van sorgir de la mateixa escena de clubs hard rock de L.A. amb el seu disc debut Nothing's Shocking. La revista Rolling Stone els va descriure com "més que cap altre grup existent, Jane's Addiction són els veritables hereus de Led Zeppelin". Aquest grup va ser un dels primers a ser identificats com a "alternative metal", tendència musical que passaria a primera plana en la següent dècada.

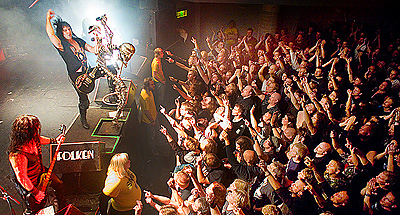
W.A.S.P. en directe

El 1985, el comitè Parents Music Resource Center (PMRC) va intentar censurar a la música heavy metal, glam metal i a moltes altres corrents musicals (com el Pop), perquè la denominava obscena i no digna de ser escoltada per menors d'edat. La PMRC es va confrontar a tres músics de l'època: Dee Snider, Frank Zappa i John Denver. En aquesta confrontació, Dee Snider va dir que en els seus discos es podien posar etiquetes advertint del tipus de lletres que en la música hi havia. Finalment, 19 discogràfiques van acordar afegir l'etiqueta "Parental Guidance: Explicit Lyrics"" (en català, "Avís als pares: lletres explícites") en els discos que continguessin lletres amb contingut explícit.
Mentrestant a altres parts d'Europa també comencen a sorgir formacions emblemàtiques com Helloween, Accept o Blind Guardian a Alemanya (un dels països on aquest estil s'ha arrelat amb més força), Orion Riders a Itàlia, Trust a França, a Espanya també hi ha una explosió de grups de heavy metal a principi dels 80. A Madrid és on hi ha un major proliferació de formacions com Obús o Barón Rojo, però també sorgeixen durant aquesta dècada grups com Los Suaves (Ourense), Ángeles del Infierno (Lasarte), Barricada al País Èuscar (Pamplona) o Sangtraït als Països Catalans (La Jonquera).
Durant la dècada dels 80 apareixen nous estils descendents del heavy metal com el thrash, el black metal, el death metal, el power metal entre d'altres, tots dins de la família del metal i dels quals a continuació s'ofereixen descripcions.

### Metalunderground(anys 80 fins a principis dels 2000) i els subestils
Dels anys 80 fins a principis de 2000 l'evolució musical del heavy metal va provocar la creació de nombrosos subgèneres que es van popularitzar fora del corrent comercial prenent entitat pròpia, el que va provocar que es desenvolupés un terme contemporani per a englobar-los en funció de les seves característiques comunes, amb la mateixa funció que venia complint el terme heavy metal, i que es diferencia a partir de la contracció derivada (metal). Pel que heavy metal és el sinònim històric de música metal. D'aquesta forma, el metal engloba avui a diferents gèneres musicals que presenten característiques comunes, incloent al propi heavy metal.
Avui en dia aquests dos termes són utilitzats de manera molt aleatòria; molts cops es consideren com a sinònims, d'altres (normalment quan es parla més específicament) s'utilitzen per referir-se a un estil en concret -el heavy metal- o a un grup d'estils similars -el metal-.
Així doncs, "Metal" inclou tots els estils "metàl·lics", és a dir, tots els estils que provenen de l'estil clàssic metàl·lic, el heavy metal, incloent aquest últim. D'aquesta manera, "heavy metal" es referiria al primer estil metàl·lic, l'origen de tots els altres. (pel heavy metal tradicional vegeu les seccions del principi i de la Història en aquest mateix article) Dins de "Metal" s'inclouen els següents subestils:

#### Thrash metal

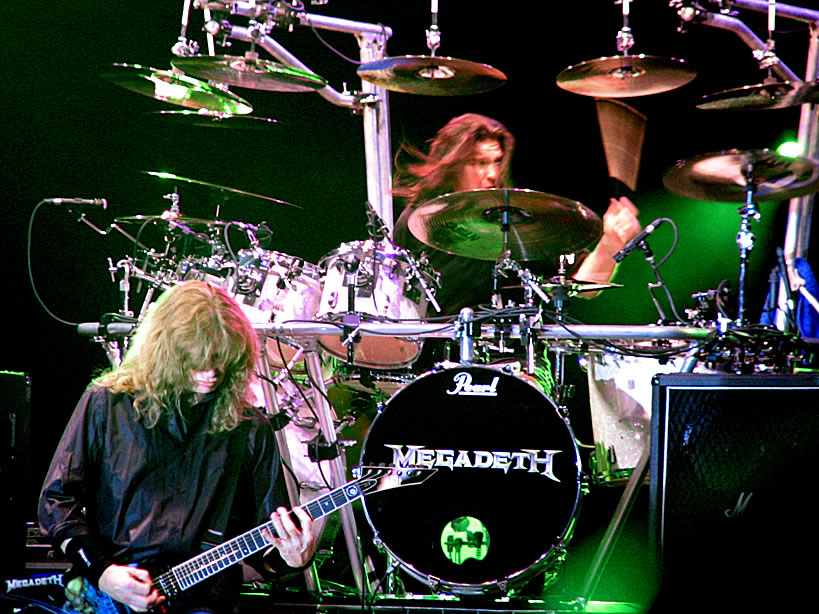
Megadeth, un dels "Quatre grans del thrash metal", durant un concert el 2005.

Estil derivat del metal tradicional (heavy metal) i pare del Metal extrem (Black, Death, Doom…) que es caracteritza per melodies de guitarra estridents, molts cops ràpides, agressives, fortament marcades i pel seu so "cruixent". Va néixer de la fusió de l'agressivitat del punk i hardcore i de la força, la complexitat i l'estructura del heavy metal a començaments dels anys 80. El moviment va començar en els Estats Units, especialment en l'àrea de la Badia de San Francisco, en el que es va conèixer com la Bay Area thrash metal. El so que van desenvolupar els grups thrash era més ràpid i agressiu, incrementant la distorsió de les seves guitarres i utilitzat la tècnica de scratching ('raspat' amb la púa). La cançó Stone Cold Crazy del grup britànic Queen (que en els seus inicis tenien un estil més proper al gènere hard rock) és considerada com la primera cançó de thrash metal de la història. La seva temàtica és molt variada, des de temes socials fins al satanisme. Els grups clàssics més coneguts són els primers Megadeth, Anthrax, Slayer, Metallica, Destruction, Kreator i Sodom. Els grups líders del moviment van començar a tenir cada vegada major audiència. Metalica posicionà el thrash en el top 40 de la llista Billboard el 1986 amb Master of Puppets; considerat per molts com el millor àlbum de heavy metal, dos anys després, el disc ...And Justice for All aconsegueix el número 6, mentre que Megadeth i Anthrax entren també en la llista.

#### Death metal

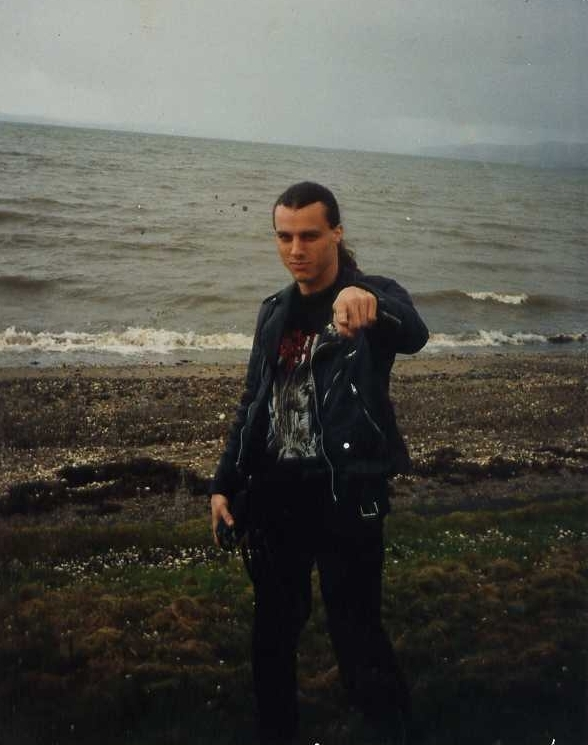
Chuck Schuldiner de Death, "llargament reconegut com el pare del death metal"

El moviment death metal va adoptar posicions més fortes quant a la seva força a l'hora d'executar-ho. El death metal utilitzava la velocitat i l'agressivitat del thrash i l'hardcore, fusionats amb les lletres sobre satanisme i violència. Els cantants death metal, típicament, utilitzen veus tenebroses, fins i tot guturals (anomenades death metal growls) combinats amb veus greus i altres tècniques poc comunes. Les guitarres tenen més distorsió i la percussió és extremadament més ràpida. Els canvis freqüents de tempo també són típics.
Una teoria diu que el nom del gènere prové del títol de la cançó Death Metal del disc Seven Churches de Possessed. Uns altres consideren que el nom del gènere ve del títol del demo dels pioners Death: Death by metal.
Deicide, Morbid Angel al costat de Death i Obituary van ser els líders de l'escena death metal que va néixer a Florida a mitjans dels 80. En el Regne Unit, van sorgir grups estretament relacionats amb el grindcore, liderats per Napalm Death i Extreme Noise Terror. A Escandinàvia es desenvolupa una important escena death, amb grups com Entombed i Dismember.
En l'última dècada ha sofert innovacions que han creat al seu torn nous subgèneres. Així podem esmentar el death metal tradicional, el death metal melòdic amb exponents com Eternal Tears of Sorrow, In Flames, Dark Lunacy, Children of Bodom, Arch Enemy o Dark Tranquillity, el death metal tècnic amb exponents com Hate Eternal o Krisiun, progressive death metal amb grups com Opeth i el brutal death metal en el qual destaquen Mortician, Cannibal Corpse, Vomit The Soul, Purulent, Asesino, All Shall Perish, Aborted i Dying Fetus. El death metal més pur també ha influït de manera important en l'aparició del grindcore, per exemple grups com Napalm Death o Terrorizer.

#### Black metal
Estil de metal extrem que es concentra en crear una atmosfera fosca i maligna. Musicalment molt divers, pot ser minimalista o complex, ràpid o lent, agut o greu, atmosfèric o agressiu, o diverses coses a la vegada. La temàtica pot anar des d'un satanisme provocatiu fins a temes filosòfics, des de literatura gòtica o d'horror fins a cultures antigues, des de l'ocultisme fins a temes de depressió i desesperació. La imatge clàssica és la de la cara pintada amb blanc i negre de forma tètrica, roba negra -estripada o més "elegant"- i altres accessoris com cadenes, espases, punxes, sang, etc. El Black Metal va néixer a començaments dels anys 80. Els grups clàssics i més coneguts del Black Metal són Bathory, Celtic Frost, Mayhem, Burzum, Immortal, Emperor, Samael i Darkthrone. Altres com Dimmu Borgir i Cradle of Filth, que han aconseguit una gran popularitat, són aclamats i odiats a parts iguals, ja que els fans del Black Metal més underground els critiquen per autodenominar-se una cosa que no són o simplement per haver-se "venut".

#### Power metal

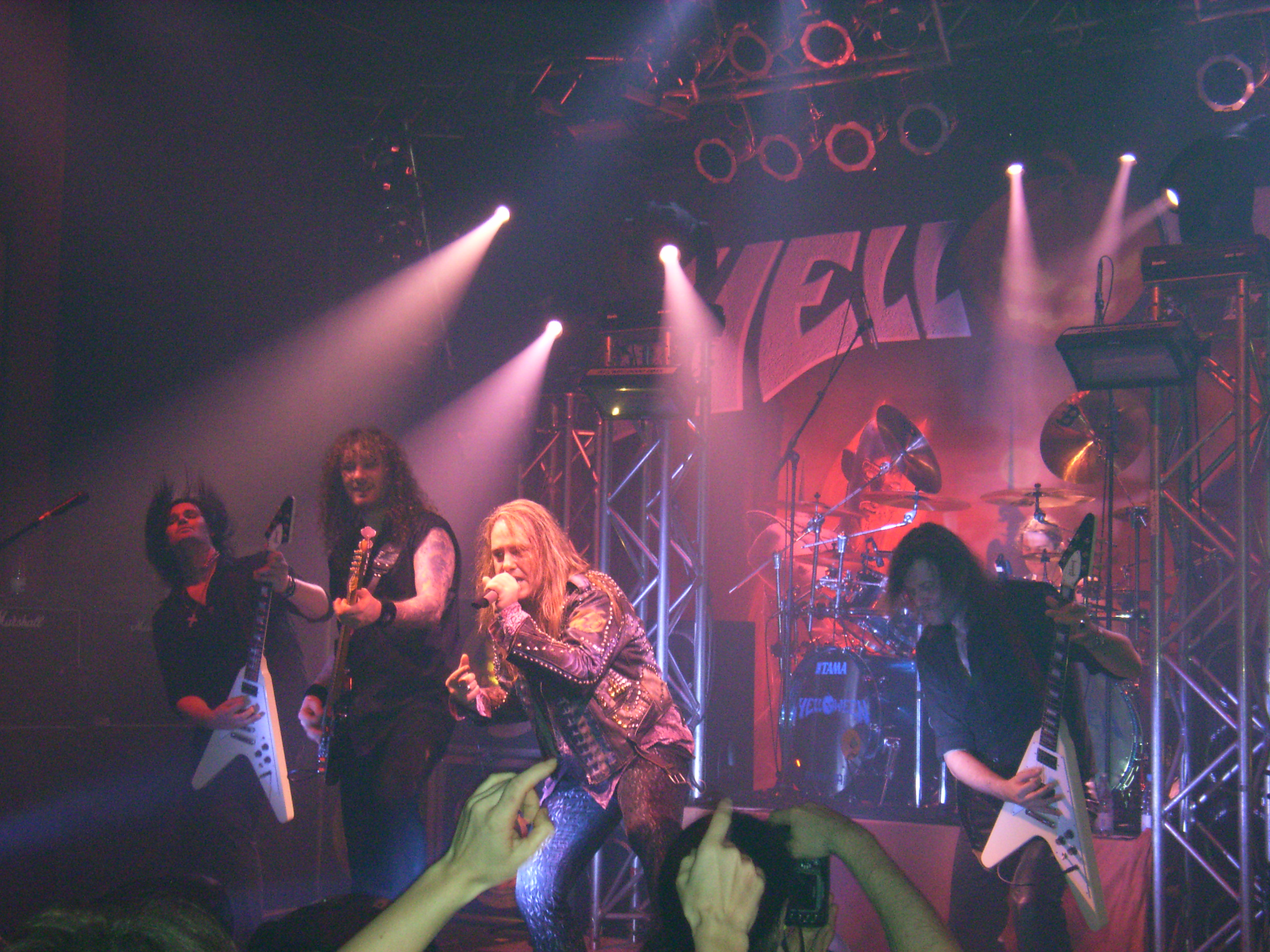
Helloween durant un concert a Núremberg, Alemanya, el 2006.

A mitjans dels 80, l'escena power metal neix en gran part com a reacció als sons death i black metal. Encara que als EUA roman com un so relativament underground, el power metal aconsegueix una gran popularitat a Europa. Se centra en una música més optimista, melodies èpiques i temes que "apel·len al sentit del valor i la bellesa de l'oïdor." El prototip d'aquest so, establert a mitjan i finals dels 80, el marquen els alemanys Helloween i Running Wild, que combinen poderosos riffs, un enfocament melòdic i un estil d'aguts "nets" de grups com Iron Maiden i Judas Priest al costat de la velocitat i l'energia del thrash, "cristal·litzant els ingredients sònics en el que ara és conegut com a power metal"
Els novaiorquesos Manowar i Virgin Steele van ser grups pioners en aquest gènere als EUA. El disc Rising Force (1984) de Yngwie J. Malmsteen va ser crucial en la popularització del gènere de guitarra elèctrica ultra ràpid conegut com a shred, així com per a fusionar el heavy amb elements de la música clàssica, fet que va influir considerablement en el desenvolupament del power metal.

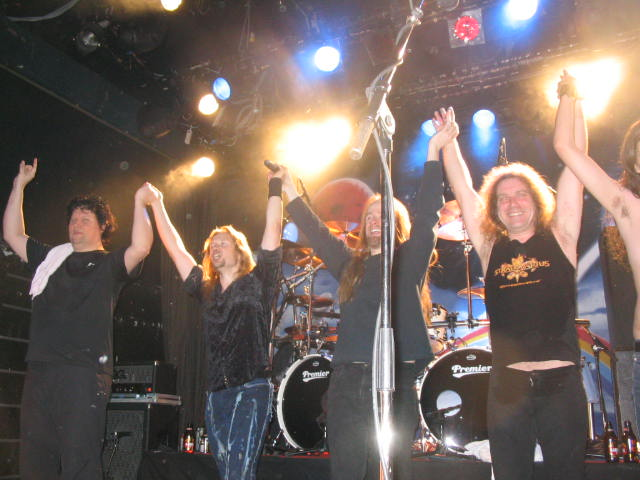
Stratovarius, una de les formacions més influents en el gènere

Molts grups de power metal com Kamelot, Rhapsody of Fire, Nightwish o Sonata Arctica utilitzen una base de teclats, usant algunes vegades orquestres i cantants d'òpera, creant un subgènere propi que es denomina power metal simfònic.
En els noranta el power metal va aconseguir una gran popularitat, especialment a Europa, amb formacions com Gamma Ray, Blind Guardian, Stratovarius, Hammerfall, Edguy. Aquest gènere també té molts seguidors al Japó i l'Amèrica del Sud, on neixen grups com els brasilers Angra o els argentins Rata Blanca.
Més recentment, es comença a parlar de power metal extrem, sense arribar a ser un nou gènere dintre del power metal, que busca més velocitat i duresa, i requereix els intèrprets arribar a la perfecció de la tècnica.

#### Doom i gothic metal
Estil dins del Metal extrem caracteritzat per la seva lentitud, la seva atmosfera èpica i alhora fosca, però sense arribar als límits del Black Metal. Els pioners del Doom Metal són els pioners del metal en general (Black Sabbath). No obstant això, els grups clàssics de Doom Metal són Candlemass, Saint Vitus, Cathedral, Pentagram i Witchfinder General, essent un estil que es va consolidar als anys 80 amb aquests grups. El Doomdeath, relacionat tant amb el Doom Metal com amb el death metal, és la fusió de la lentitud del doom metal amb la brutalitat del Death Metal, unint la foscor dels dos estils i creant-ne un de nou fortament fosc i depriment. Nascut a principis dels anys 90, els grups pioners clàssics són Paradise Lost, Anathema i My Dying Bride, els tres del Regne Unit.
En els EUA, el sludge metal neix a finals dels 80 com a barreja del proto doom i el hardcore punk. Eyehategod, Down i Crowbar (l'anomenada generació NOLA) lideren l'escena sludge de Luisiana. A principis dels 90, els californians Kyuss i Sleep, inspirats pels primers grups de doom metal, encapçalen el moviment stoner metal, mentre que a Seattle, grups com Earth desenvolupen el subgènere drone metal.
A la fi dels 90 apareixen grups com Goatsnake i Sunn O))) que barregen doom, drone i dark ambient. El New York Times compara el seu so a "una raga índia enmig d'un terratrèmol".
El 2006, Mastodon, amb un estil difícil de classificar que barreja progressiu i sludge, entra al top 40 de la llista Billboard amb l'àlbum Blood Mountain.
El metal gòtic és un estil del Metal molt melòdic i atmosfèric, on normalment es troben dues veus, una masculina, greu i gutural, i l'altre femenina i extremadament melòdica. Els teclats també són un instrument molt comú en aquest estil. L'atmosfera del Gothic Metal és fosca, romàntica, trista i elegant, i la seva temàtica s'inspira normalment en literatura gòtica i temes romàntics variats. Va néixer a mitjans dels anys 90 amb formacions com Paradise Lost i My Dying Bride i les formacions més conegudes podrien ésser Xandria, Tristania, Within Temptation, entre d'altres.

#### Speed Metal
L'speed metal posa l'èmfasi en la velocitat, sobretot en melodies de guitarra o riffs on el so és menys marcat i cruixent i més ràpid i, en certa manera, "punk". l'àlbum que és considerat la quintaessència de l'speed metal és Painkiller, de Judas Priest. Se sol considerar com el punt on es van separar dues vertents molt diferenciades: la del thrash metal i el metal extrem, i la del power metal.

#### Groove Metal
Gènere de Metal iniciat a principis dels 90 derivat del Thrash Metal i amb influències del hardcore punk i del heavy metal tradicional. El grup més representatiu d'aquest gènere és Pantera.

#### Symphonic metal
El symphonic metal és un subgènere musical de metal que té elements simfònics.

#### Viking metal i celtic metal
Tant al viking metal com el celtic metal són subgèneres de metal que es basen principalment en els estils de black metal i folk metal, encara que també s'hi poden trobar influències de death metal i, fins i tot, power metal. Sovint fan referència a temàtiques medievals, màgiques, místiques i amb relació amb la cultura nòrdica.
En aquests gèneres hi apareix una distorsió menor que al death i al power metal tant a les guitarres com als baixos i la velocitat de la percussió també és generalment menor. S'hi fan servir instruments de corda com el violí o el violoncel, i apareixen diversos instruments de vent (sovint substituïts per un teclat elèctric amb el timbre d'aquests instruments).
La diferència entre el viking i el celtic rau principalment en què el viking és lleugerament més dur i ràpid, amb més distorsió que el celtic, mentre que aquest dona més importància a instruments de so dolç i poca distorsió (com violins o instruments de vent-fusta) i/o veu.

#### Nu Metal
El Nu metal és un subgènere del metal sorgit a mitjans dels anys 90 i influenciat sobretot per estils com: el Grunge, el Metal alternatiu, el Funk, el Rap i alguns subgèneres del Heavy metal, com el Thrash metal i el Groove metal.

## Història de la producció i principals productors
Al llarg dels anys d'història en el metal la producció ha evolucionat a causa de les innovacions en el camp del maquinari d'estudi. En els seus inicis la producció era molt natural, semblant a tenir la banda a davant tocant, de fet era molt habitual gravar a tota la banda junta a la vegada, fins i tot sense seguir el metrònom. En canvi avui en dia ja no és així. Cada un dels instruments comptava amb poc processament, perquè no hi havia tantes eines com avui en dia, com s'ha dit, sonaven molt semblant a la gravació que a la realitat. Cal tenir present que als inicis del gènere, per tal de tenir un bon so a la gravació s'havia d'aconseguir amb els mitjans físics (configurar el so de cada amplificador, pastilles de guitarra, cada component de la bateria, cantar el millor possible) A més, cadascun dels elements de l'estudi era analògic, canviant molt la producció i el so en gran part. No obstant això, avui en dia les coses han canviat enormement. El so de la banda gravant a l'estudi pot no tenir massa a veure amb el resultat final de la mescla. Cada músic sol grava individualment la seva pista seguint una minuciosa quadrícula, evitant així molt soroll a cada una de les pistes. A més, en el cas de les bateries se solen reemplaçar alguns elements reals per sàmplers menys naturals i molt més homogenis, gairebé sempre amb el bombo. Les pistes se solen quantitzar, que significa alinear-les a la perfecció al tempo de la cançó, cosa que treu naturalitat a la música, ja que ni el millor guitarrista pot igualar la perfecció d'una pista quantitzada. L'ús d'elements digitals en la producció facilita que la mescla estigui molt més processada i editada, realment aquesta és la diferència més gran entre les dues produccions. Avui en dia no és imprescindible que els instruments sonin exactament com es vol, ja que és relativament fàcil processar-los un cop s'han gravat. A més els vocalistes no tenen per què gravar cada pista repetidament fins que aconsegueixin tenir-ne una de gairebé perfecte, perquè avui en dia existeixen eines que perfeccionen l'afinació, l'acústica i l'equalització de la veu.
Durant l'existència del gènere, diversos productors han estat molt rellevants sigui per les innovacions o per la seva influència en subgèneres del metal. Un gran productor dels anys vuitanta i noranta, aprenent dels estudis Morrison, Florida, va ser Scott Burns, productor de bandes com Death, Cannibal Corpse, Sepultura, se'l va considerar un pioner en el Death metal.
Un altre productor llegendari és Terry Date, qui va ser el principal responsable del so de bandes com Pantera, Dark angel i Dream Theater.
En el sector menys agressiu ens trobem a Bob Rock, reconegut per ser el productor de Metallica des del 1991 i sobretot per la seva feina en l'àlbum d'aquell mateix any de Metallica. A més, també ha treballat amb Aerosmith, Bon Jovi i Mötley Crüe.
Martin Birch destaca sobretot per treballar amb bandes com Iron Maiden, Deep Purple i Black Sabbath. Gràcies a la seva obsessió pel perfeccionisme de les mescles va aconseguir treure la millor versió dels músics amb qui treballava.
Andy Sneap és un productor llegendari que ha treballat amb bandes com Arch Enemy, Exodus, Megadeth i Nevermore. Té una gran fama gràcies a l'èxit de les seves produccions. Per sort, gràcies a la seva gran participació en el fòrum The ultimate metal, podem obtenir coneixements de com fa les seves produccions. En primer lloc, Sneap defensa clarament que la major part del to d'una guitarra prové de les mans del guitarrista, cosa que significa que un mal guitarrista sonarà malament sempre i, en canvi, un bon guitarrista sonarà bé amb qualsevol equip. Una evidència d'això és el guitarrista de Pantera Dimebag Darrell, qui era conegut per utilitzar amplificadors de menys gamma sempre traient un bon so. Seguint amb les guitarres, Andy sempre les grava amb micròfons reals, sense impulsos i separant la pantalla de les parets, ja que d'aquesta manera s'evita captar els rebots del so amb aquestes. L'únic micròfon que fa servir és un sure sm57 al centre del con, processant lleugerament amb equalització i un compressor multibanda si és necessari. El compressor multibanda normalment l'empara per atenuar la pujada de volum dels palm mutings. Com la majoria dels productors, Andy grava les guitarres dues vegades cada línia de guitarra, portant-ne una a la dreta i l'altre a l'esquerra. L'amplificador que utilitza més és el 5150, amb un Tubescreamer abans. En cada mescla només empra un amplificador, tot i que a vegades el canvia a la part solista. Pel baix, el que normalment fa és gravar una pista de línia, aplicar simulacions d'amplificació digitals i mesclar aquestes amb una reamplificació de la línia processada amb un compressor multibanda. Pel que fa a bateries, en gran part de les ocasions utilitza triggers al bombo i a la caixa. (Un trigger és un sensor que es posa generalment al bombo i a la caixa i que dispara un senyal que després a la mescla es pot assignar a qualsevol so, podent aconseguir centenars de sonoritats diferents amb una sola gravació). No usa cap classe de compressió paral·lela a excepció de la caixa. Pels plats, aplica un filtre que anul·la les freqüències per sota de 500 Hz. No fa servir busos sinó que tracta cada pista de forma individual i paneja la bateria des de la perspectiva de l'audiència. Per a les veus, afegeix un delay i després una reverb, l'únic processament és una compressió. Per a l'afinació de veus fa ús autotune, melodyne i waves tune quan és necessari. Per al mastering, és a dir, el processament general fa servir un compressor de waves (SSL), el crane song tape simulator i el TC electronic finalizer. La compressió l’ajusta amb un ratio de 2 a 1 i una atenuació de 5 dB. El volum de les seves mescles sol estar al voltant dels -10 Db RMS (mitjans). El DAW que utilitza el productor és Pro Tools i fa servir l’ordinador exclusivament, sense processaments previs. És gran partidari de l’ús de plugins tot i disposar d’elements analògics, ja que considera que cap d’ells és millor que l’altre.
Rick Rubin és segurament un dels millors productors del gènere i de la música. A més dels nombrosos Grammys que va rebre, va ser pioner en la fusió del metal i el rock. Ha treballat amb bandes com Slayer, Red Hot Chili Peppers, AC/DC, Metallica, System of a Down, Slipknoti Linkin Park.
Colin Richardson va ser molt rellevant en el Metalcorei el heavy metal dels noranta i vuitanta. Ha produït bandes com Bullet for My Valentine, Machine Head, Cannibal Corpse, Napalm Death, Kreator, Trivium i Slipknot.
Més contamporani, Peter Tägtgren ha sigut de gran rellevància en el black metal, treballant amb bandes com Immortal, Sabaton, Children of Bodom, Amon Amarth i Dark funeral.

## Principals festivals de heavy metal
Cal dir que la música de heavy metal és present en molts països per la gran quantitat de grups. Raó d'això, hi ha festivals uns més importants que altres, en la majoria de països del món. Els països amb més festivals són Alemanya, el Regne Unit i Estats Units.
- Bang Your Head!!!
- Desert Rock Festival
- Download Festival
- Dynamo Open Air
- Earthshaker Fest de 2003 a 2007 a Francònia.[89][90]
- Evolution Festival
- Gods of metal
- Graspop Metal Festival
- Headbangers Open Air
- Hellfest Summer Open Air
- Inferno Metal Festival
- Metal Camp
- Monsters of Rock
- Ozzfest
- Rock am Ring
- Rock im Park
- Rock in Rio
- Summer Breeze Open Air
- Sweden Rock Festival
- Tuska Open Air
- Wacken Open Air
- With Full Force
- Brutal Assault
- Masters of Rock